# Frédéric Bouvy
Pour les articles homonymes, voir Bouvy.
 (août 2019).
Si vous disposez d'ouvrages ou d'articles de référence ou si vous connaissez des sites web de qualité traitant du thème abordé ici, merci de compléter l'article en donnant les références utiles à sa vérifiabilité et en les liant à la section « Notes et références ».
Frédéric "Fred" Bouvy, né le 6 juin 1966 à Bruxelles, est un pilote automobile belge de compétitions essentiellement sur circuits pour voitures de sport, durant près d'un quart de siècle.

## Biographie
Sa carrière en sports mécaniques débute dès 1982 sur deux roues, avant de passer sur quatre (obtenant une première participation aux 24 Heures de Spa en 1993).
Il remporte deux années de rang les 24 Heures spadoises (pole position également en 1999 au premier succès, associé à Anthony Beltoise et Emmanuel Collard) sur Peugeot 306 GTI (voiture officielle Peugeot Belgique-Luxembourg, épreuve à laquelle il participe près d'une vingtaine de fois), terminant aussi deuxième des 12 Heures de Zolder en 1999 sur Porsche 996 GT3 Cup.
Il gagne plusieurs titres nationaux en Tourisme (Championnat Belgian Procar en 1999 avec la 306 GTI pour le team Kronos, et BTCS (en) en 2008 sur Renault Mégane du Delahaye Racing team, avec la catégorie S1 en 2008, 2009 et 2010 également) et Grand Tourisme (Championnat de Belgique GT en 2008 sur Porsche 911 GT3 du NGT Racing et 2012 -endurance et coupe pilotes- sur Porsche 996 GT3-RS de Prospeed Competition), finissant au passage deuxième du Challenge Mini belge en 2004 et des 24H Series en 2008 en catégorie SP1. 
En 2008 il est le premier pilote Belge à obtenir les titres Touring et GT la même année.